# 港珠澳大橋
港珠澳大橋（こうじゅおうおおはし、英: Hong Kong-Zhuhai-Macao Bridge、葡: Ponte Hong Kong-Zhuhai-Macau）は、中国広東省珠海市と香港新界離島区ランタオ島およびマカオ花地瑪堂区（澳）を結ぶ海上橋。珠江の河口湾（珠江口、Pearl River Estuary）を東西に連絡する橋。
2009年12月15日に着工し、2018年10月23日に珠海で開通式が行われ、翌10月24日開通した。当初は同月24日から一般車両の通行が可能となる予定だったが、現在も通行には許可が必要であり一般車両への開放は行われていない。建設費は約1,100億人民元。
世界最長の海上橋である。

## 概要

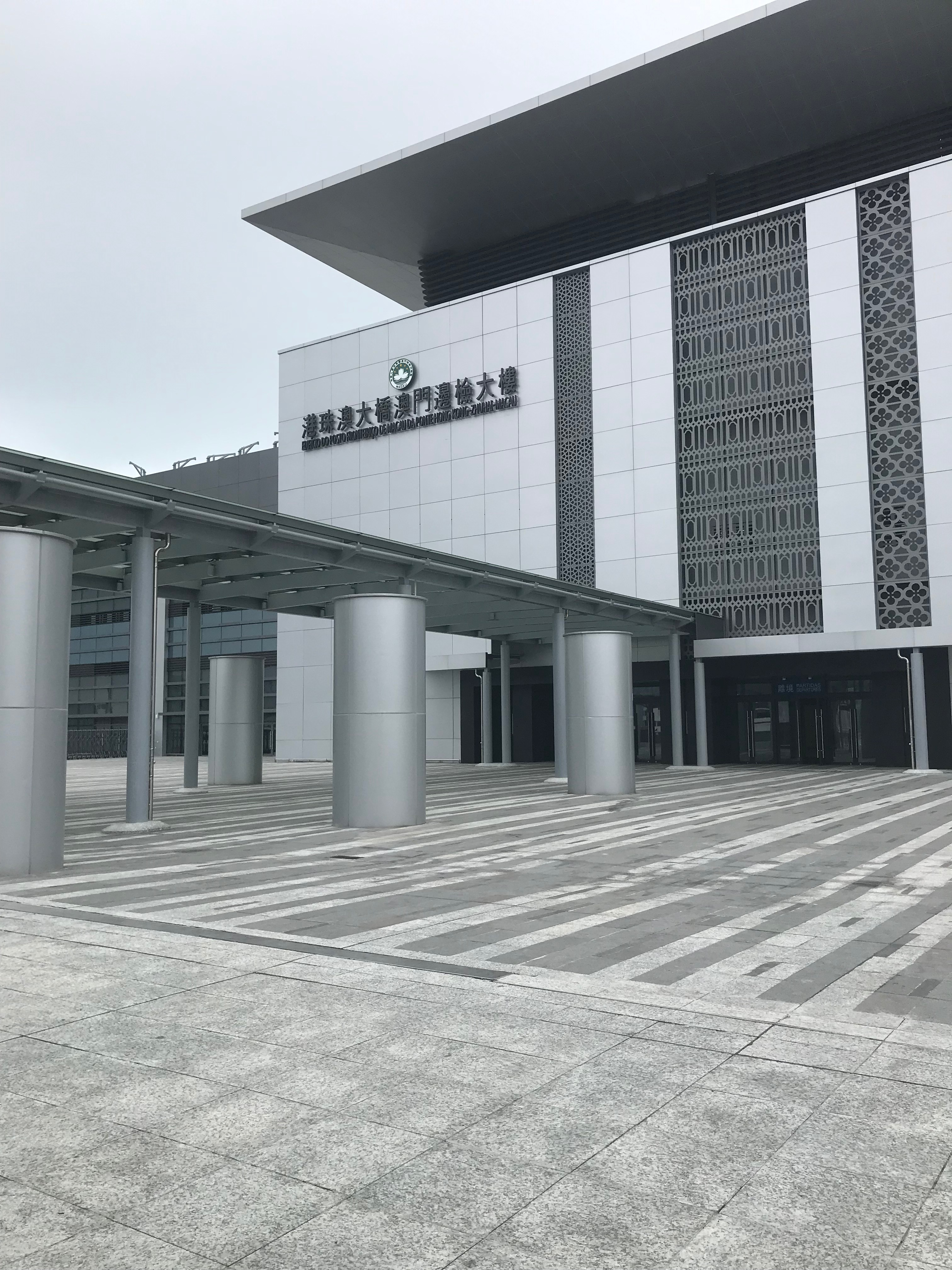
珠澳口岸人工島澳門口岸管理区にある港珠澳大橋澳門辺検大楼（澳門邊檢大樓）

橋は片道3車線(合計6車線)の自動車専用である。香港側は香港国際空港のすぐ東側に作られた人工島にある港珠澳大橋香港口岸が起点となり、市街地と香港国際空港をつなぐ北大嶼山公路（北ランタオ高速道路、North Lantau Highway）に連結される。香港側にある2つの人工島の間は延長6.7kmの海底トンネルになっている。大陸側はマカオの東側を埋め立てて2.62平方kmの人工島（珠澳口岸人工島）を設置し、そこでマカオと珠海へと分かれる。人工島の南側はマカオに属する澳門口岸管理区となっている。出入境ゲートは3箇所に設けられる。中国語では「三地三検」と表現される。
香港・マカオ・珠海側の税関の間でシャトルバスが24時間運行される。ピーク時は5分間隔で運行される一方で、深夜は本数が少ない。税関発着や経由のバスの他、香港〜マカオ間の国境越えのバスも運行される。香港国際空港と香港の市街地の間のバスは港珠澳大橋の香港側税関経由に変更された。
車両の通行については、マカオならびに香港は「左側通行」であるが、大橋本体部では、大陸部の「右側通行」ルールが適用される。ドライバーが香港またはマカオの出入境検査場に到着・出発した後、通行車両に対する指示板に基づき、走行調整運転方法の表示に従って、右側通行と左側通行の切り替えを行う。一般車両が通行するには通行ライセンスが必要だが、発行するのは600台分のみ。マカオ側人工島の南側にある港珠澳大橋澳門口岸邊檢大樓（辺検大楼／出入国ターミナル）には、マカオ市内に向かうバス乗り場、タクシー乗り場、カジノ・ホテルへの送迎車乗り場が設けられている。

京港澳高速道路
珠三角環状高速道路

## 経緯

港珠澳大橋 (HZMB)メイン部と海底道路トンネルのルート

1983年に胡應湘（Gordon Wu）、合和實業(香港のゼネコン）会長が提案したのが最初と言われる。大橋の建設により30分で香港と珠江デルタ西部が結ばれ、製造業の移転や観光の促進を促すと主張した。しかし、多額の費用がかかるため、当初は具体化の動きを見せなかった。その後、1989年に珠海市が中国本土側で珠海と深圳を結ぶ伶仃洋大橋の構想を唱え、1997年に一度は国務院の承認を得た。香港政府は、この構想に一切関与していなかった。
ところが、2000年以降、香港では中国本土とのインフラストラクチャーの拡充が急務となり、胡應湘の港珠澳大橋構想が再び議論され始めた。政府財政への影響を懸念する李嘉誠を除き、財界は賛成が多数を占めた。そのため、香港政府も検討を開始し、2002年9月20日の第三次内地（本土）・香港大型インフラ協力会議において、香港政府と中央政府（国家発展改革委員会）による共同研究の開始が合意された。
2002年11月には朱鎔基国務院総理（当時）も港珠澳大橋構想への支持を表明した。そのため、広東省政府も香港主導の計画に同意せざるを得なくなった。そして2003年8月4日国務院は共同研究結果を承認し、港珠澳大橋前期工作協調小組(Hong Kong-Zhuhai-Macau Bridge Advance Work Coordination Group)の設置に同意した。
また、中国政府にとってこの大橋の建設は広深港高速鉄道 とともに世界最大級の都市圏 を目指す粤港澳大湾区構想の一環とされる。
2018年10月23日には、広東省珠海市において開通式典が行われた。香港政府の林鄭月娥行政長官は「2018年9月に開通した『広州ー深圳ー香港高速鉄道』の香港域内区間、本日開通した『港珠澳大橋』、そして2019年中にオープン予定の出入境ポイントである『蓮塘・香園圍新口岸』を通じ、香港と中国本土間の移動時間が短縮されるだけでなく距離も縮まる。」と述べ、加えて「港珠澳大橋は香港にとって多方面にわたる新たな活力をもたらす。」とも述べた。

## 通行出来る車両
現在、港珠澳大橋を通行できる車両は、広東省・香港または香港・マカオのナンバープレートを取得した車両、広東省・香港・マカオのナンバープレートを取得した車両、マカオの割り当てを受けた香港のナンバープレートを取得した車両、一時割り当てを申請した車両、および広東省、香港、マカオの各政府間の協議を経て通行可能となったその他の車両である。高速道路区間であるため、歩行者、自転車、トラクター、および時速70km未満の車両は全区間（港湾検査施設を含む）の通行が禁止されている。また、海底トンネル区間における爆発の危険性への懸念から、危険物積載車両およびオートバイの通行も禁止されている。
また、橋を利用する車両は、香港および中国本土の法定自動車保険に加入する必要があり、マカオとの往来をする場合は、マカオで追加の法定自動車保険に加入する必要がある。
2018年5月28日、香港は「閉鎖道路通行許可証」の申請受付を開始した。デュアルナンバープレートまたは中国・香港ナンバープレートの自家用車による橋通行の許可証保有者は、運輸局に申請できる。2018年6月13日、マカオは越境自家用車通行許可証の申請受付を開始した。個人および法人向けに300台が上限で、申請者はマカオの永住者である必要がある。
2019年9月10日、中華人民共和国公安部交通管理局副査察官の劉玉鵬は、香港・マカオ間の橋を通過する香港およびマカオの車両に対し、電子臨時入国許可証の発行を終了すると発表した。紙のナンバープレートによる運転免許証は同月20日から有効となる。
2023年7月1日午前0時以降、香港のシングルナンバープレートの自動車の所有者は、香港での通関手続きの予約が承認された後、港珠澳大橋を通行し、珠海高速道路の入港口から広東省へ入域できるようになった。

## 通行料・支払い方法
2009年、当時の香港運輸・住宅局長である程如華は、「広東省・香港特別行政区・マカオ特別行政区の各政府は財政協定に基づき、橋の通行料を可能な限り引き下げたいと考えている」と述べた。例えば、自家用車は1回100元、トラックは200元、あるいはそれ以下になる見込みであったが、最終的な通行料の基準は開通の3か月前に決定・発表されることが強調されていた。
2017年12月21日、広東省発展改革委員会は、港珠澳大橋の通行料基準に関する公聴会を開催し、以下の2つのプランを提示した。
プラン1：自家用車とタクシーは150元／回、シャトルバスと越境バスは450元／回、コンテナトラックは115元／回、一般トラックは60元／回。
プラン2：自家用車とタクシーは150元／回、シャトルバスは450元／回、越境バスは200元／回、コンテナトラックは115元／回、一般トラックは60元／回。
2つのプランの違いは、越境バスの運賃基準である。広東省、香港、マカオの3政府が共同で入札した橋梁港シャトルバスについては、資料によると、シャトルバスの運賃は1回あたり200～450元（約234～526香港ドル）となる見込みである。シャトルバス1台あたり45人の乗客を想定した場合、乗客1人あたり約5～12香港ドルの通行料がかかる。正確な運賃は選定された事業者の推奨運賃を審査した上で3政府が決定するが、運行開始後12ヶ月間は運賃の調整は行われない。
2018年8月23日、広東省人民政府の承認を得て、港珠澳大橋料金所における車両の通行料金基準が以下のように定められた。
| 車種                         | 通行料金（人民元）／1回 |
| ---------------------------- | ----------------------- |
| 小型車（自家用車、タクシー） | 150元／回               |
| 大型車（越境バス）           | 200元／回               |
| 大型車（シャトルバス）       | 300元／回               |
| 大型車（普通トラック）       | 60元／回                |
| 大型車（コンテナトラック）   | 115元／回               |

支払い方法は、中国国家標準のETCや香港AutoPassなどの料金自動収受システムによるノンストップ課金と手動課金の2種類を採用。課金基準は人民元建てで精算され、現金以外の決済は人民元建てで行われる。ETCやAutoPassを搭載していない車両は、手動決済レーンでのみ、現金、クレジットカード（銀聯、MasterCard、VISAを含む）、Alipay、WeChat、マカオパスなどのキャッシュレス決済での支払いが可能である。
毎年、中国本土の主要祝祭日には、中国本土の有料道路で通行料免除政策が実施されており、港珠澳大橋もこれに倣い、これらの祝祭日には通行料を免除している。2020年1月には新型コロナウイルス感染症の流行を受け、香港珠海澳大橋は中国本土の有料道路に倣い、通行料を免除したが、同年5月5日を以て終了した。

## コンクリート強度偽装問題
2017年5月、橋のコンクリート強度の偽装の疑いが報道された。同月23日、香港廉政公署は、コンクリートの品質検査に関して強度試験で不正を行ったとして、21人の容疑者を逮捕している。
香港特別行政区政府の建設監督部門は、橋の香港側部分の構造検査を行ったところ、異常は見られず断裂も発見できなかったと発表。橋の安全性は維持されているとして予定どおり残りの工事を進めるとしたが、問題のコンクリートが使われた場所の特定はできていないとのこと。

## 開通後の問題
風水の見地から見ると、人工島の形は2匹の蛇が対峙することに似ており、不吉だとされる。
海上橋を利用するには、中国本土と香港の両方の運行ライセンスを保有していることが必要なため、当初想定していたほど交通量が増えていない。